# Je te le donne
Singles par Vitaa
Bella ciao
(2018) Tu me laisseras
(2019)
Singles par Slimane
Bella ciao
(2018) Nous deux
(2019)
Clip vidéo
[vidéo] « Je te le donne », sur YouTube
Je te le donne est une chanson de la chanteuse Vitaa et du chanteur Slimane sortie le 24 août 2018. Le titre sert de second single à la réédition de l'album J4M de Vitaa, nommée Just Me, Myself & Moi-Même et de premier single à leur album commun, VersuS.

## Genèse
En 2016, Slimane se qualifie à l'émission The Voice : La Plus Belle Voix en interprétant À fleur de toi de Vitaa. En fin d'année, les deux artistes interprètent ensemble cette chanson lors de l'émission Tout le monde chante contre le cancer, les stars relèvent le défi. En 2018, tous deux deviennent coach à The Voice Belgique et collaborent sur une reprise de Bella ciao avec également Dadju, Gims, et Naestro.

## Clip vidéo
Le clip vidéo sort le 29 octobre 2018. Il met en scène Vitaa et Slimane sous la forme de deux pantins de bois se retrouvant éloignés l'un de l'autre, mais réunis par une petite fille.

## Performances
Vitaa et Slimane interprètent le titre lors de la Fête de la musique à Nice le 21 juin 2019. Ils l'interprètent également lors du grand concert de l'été organisé par TF1 le 15 juillet 2020.

## Classements hebdomadaires
| Classement (2018-19)                    | Meilleure position |
| --------------------------------------- | ------------------ |
| Belgique (Wallonie Ultratop 50 Singles) | 3                  |
| France (SNEP)                           | 12                 |
| France (SNEP Ventes)                    | 3                  |
| France (SNEP Radio)                     | 9                  |
| Suisse (Charts Romandie)                | 7                  |

## Certifications
| Pays   | Organisme | Certification | Seuil                            |
| ------ | --------- | ------------- | -------------------------------- |
| France | SNEP      | Diamant       | 50 millions d'équivalent streams |